# Günter Sawitzki
Günter Sawitzki (22. listopadu 1932 Herne – 14. prosince 2020) byl německý fotbalový brankář.

## Fotbalová kariéra
Začínal v SV Sodingen. V Bundeslize hrál za VfB Stuttgart. Nastoupil ve 146 ligových utkáních. S VfB Stuttgart vyhrál v roce 1958 německý pohár. Ve Veletržním poháru nastoupil ve 4 utkáních. Za německou reprezentaci nastoupil v letech 1956–1963 v 10 utkáních. Byl členem německé reprezentace na Mistrovství světa ve fotbale 1958 i na Mistrovství světa ve fotbale 1962, ale v obou případech zůstal jen mezi náhradníky a do utkání nezasáhl.

## Ligová bilance
| Ročník                               | Zápasy | Góly | Klub          |
| ------------------------------------ | ------ | ---- | ------------- |
| Německá fotbalová Bundesliga 1963/64 | 29     | 0    | VfB Stuttgart |
| Německá fotbalová Bundesliga 1964/65 | 30     | 0    | VfB Stuttgart |
| Německá fotbalová Bundesliga 1965/66 | 33     | 0    | VfB Stuttgart |
| Německá fotbalová Bundesliga 1966/67 | 31     | 0    | VfB Stuttgart |
| Německá fotbalová Bundesliga 1967/68 | 21     | 0    | VfB Stuttgart |
| Německá fotbalová Bundesliga 1970/71 | 2      | 0    | VfB Stuttgart |
| CELKEM Bundesliga                    | 146    | 0    |               |